# Reformierte Kirche Klingnau

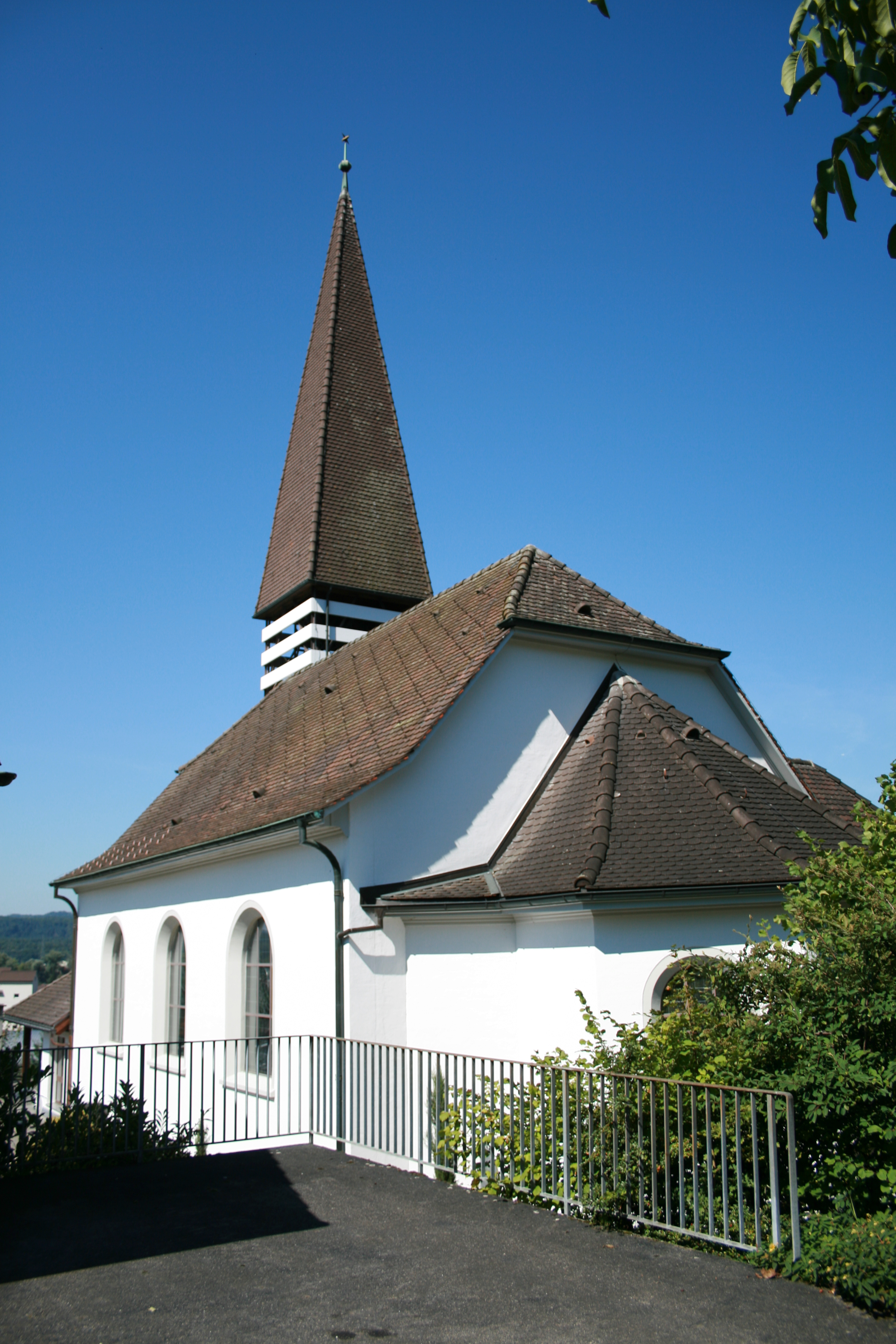
Reformierte Kirche Klingnau

Die Reformierte Kirche Klingnau ist die reformierte Kirche in der Gemeinde Klingnau im Schweizer Kanton Aargau. Sie gehört zur reformierten Kirchgemeinde Döttingen-Klingnau-Kleindöttingen der Reformierten Kirche Aargau. 

## Geschichte
Bis zum Ende des 19. Jahrhunderts lagen die drei zur Kirchgemeinde gehörenden Dörfer in einem fast geschlossen katholischen Gebiet. Erst durch die im Unteren Aaretal einsetzende Industrialisierung fanden auch Reformierte ihren Weg hierher. Im Jahre 1912 gründeten 45 reformierte Familien die Kirchgenossenschaft Döttingen-Klingnau, die vom Pfarramt Tegerfelden aus betreut wurde. 1932 kaufte die Kirchgenossenschaft Bauland, auf dem eine Kirche errichtet werden sollte. 1934/35 erfolgte der Kirchenbau nach dem Entwurf des Klingnauer Baumeisters Hans Goetz und am 29. September 1935 wurde die Kirche eingeweiht. 
1962 fanden grössere Umbauten unter Leitung des Architekten Hans Graf aus Aarau statt. So wurde vor allem der Dachreiter, der zwei Glocken enthielt, abgetragen und dafür ein neuer Kirchturm erbaut. Auch 1985 wurden grössere Veränderungen vorgenommen, etwa aussen im Eingangsbereich und innen mit der Verlegung der Orgel aus dem Chorraum auf die Empore.

## Beschreibung
Die Saalkirche im so genannten Heimatstil hat einen rechteckigen Grundriss mit einem als Apsis ausgebildeten polygonalen Chor. Es gibt drei Fensterachsen mit Rundbogenfenstern. Das Gebäude ist mit einem Krüppelwalmdach gedeckt. Im vorderen Teil ist im rechten Winkel ein Anbau als Sitzungszimmer angefügt. Auf der gleichen Seite wurde 1962 im Eingangsbereich der Kirchturm aus weiss gestrichenem Sichtbeton auf quadratischem Grundriss mit steiler Pyramidenspitze und horizontalen Schallöffnungen errichtet. Er ersetzte einen Dachreiter, der ursprünglich zwei Glocken trug. 

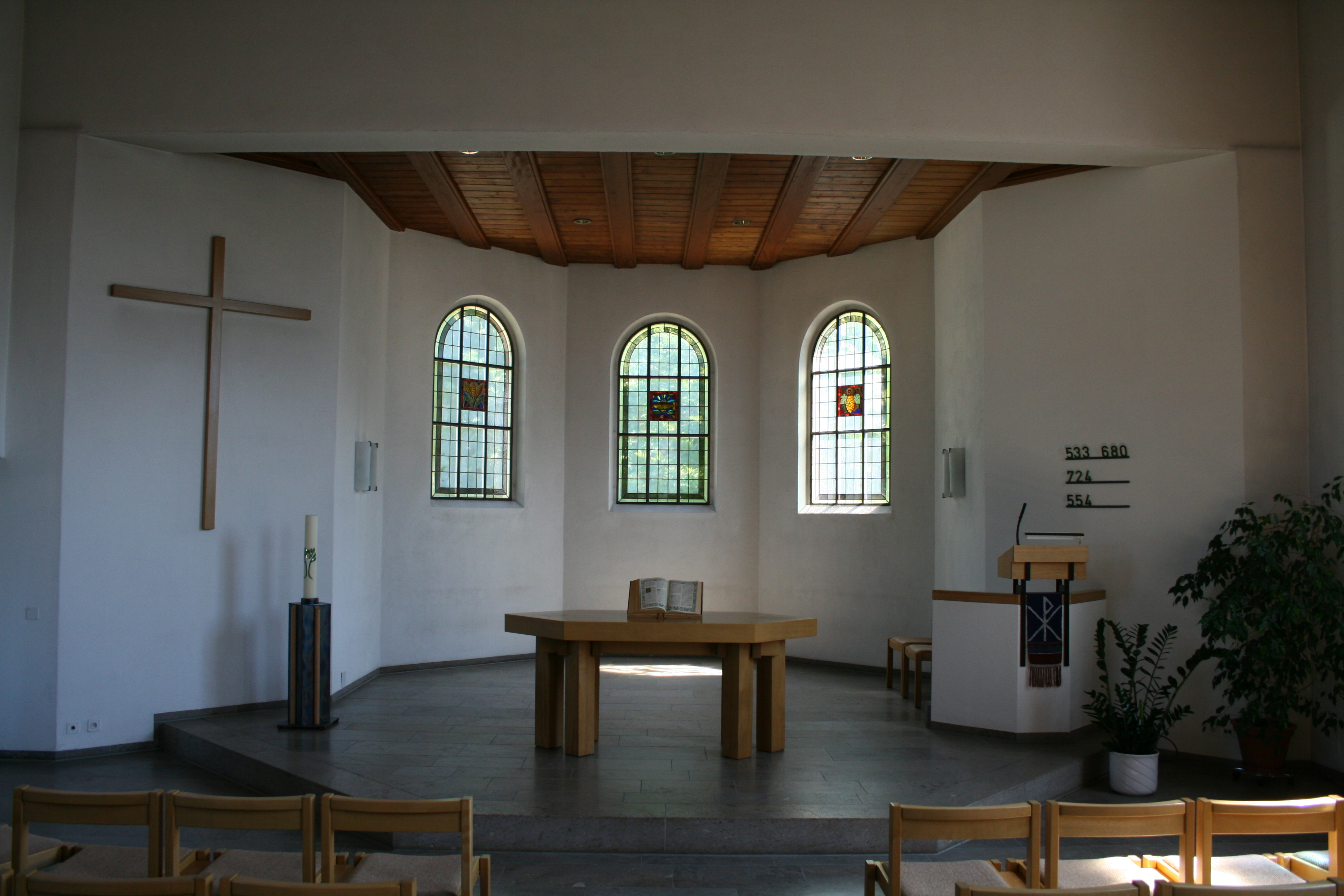
Blick zum Altar

Im Innern ist das Kirchenschiff ebenso wie der Chor durch eine flache Holzbalkendecke abgeschlossen, die im Bereich der Empore aufgebrochen ist, um für die Orgel ausreichend Platz zu schaffen. Der Chorbereich ist um eine Stufe erhöht und hat drei Rundbogenfenster. Hier befinden sich ein grosses Holzkreuz, der Altartisch und die Kanzel. Diese Ausstattungsteile stammen aus der Zeit der Umgestaltung zum Kirchenjubiläum 1985. Damals wurden auch die festen Kirchenbänke durch eine Einzelbestuhlung ersetzt. Auch drei Rundbogenfenster im Kirchenschiff erhielten eine neue Gestaltung durch die Künstlerin Margrit Beck zu den Themen Schöpfung (Genesis 1,3), Arche Noah (Genesis 6,20) und Pfingsten mit der Ausgiessung des Heiligen Geistes (Apostelgeschichte 2,17).

## Orgel
Zunächst wurde 1935 in der Kirche eine gebrauchte Orgel aufgestellt, deren Herkunft nicht bekannt ist. 1960 wurde dann ein neues Instrument mit 13 Registern auf zwei Manualen und Pedal erworben, das die Orgelbau Genf AG im Chor der Kirche aufbaute. 1985 wurde diese Orgel dann auf die Empore im hinteren Teil der Kirche versetzt.

## Glocken

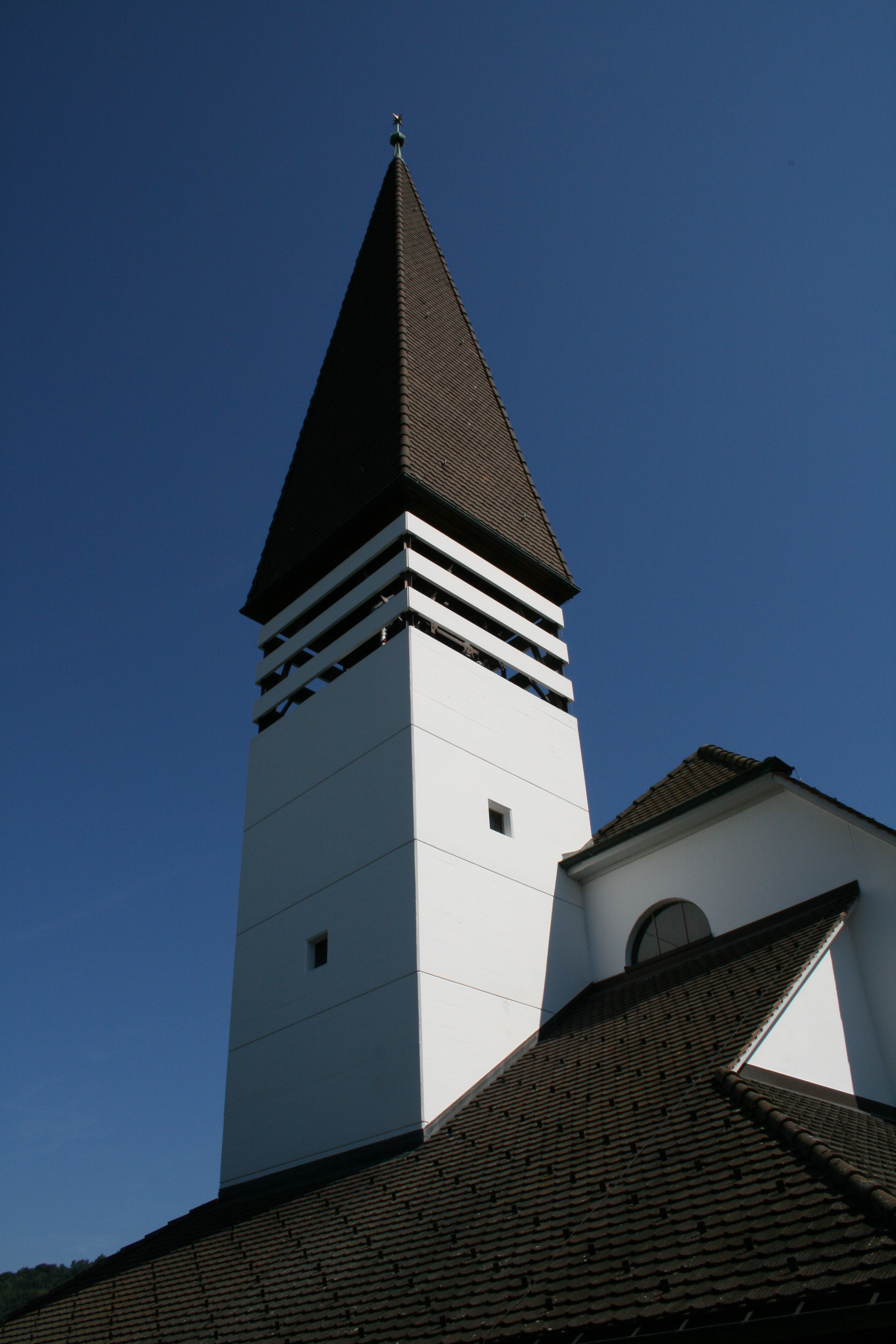
Turm der Kirche

Im weit sichtbaren Glockenturm hängen vier Glocken, die alle von der Giesserei H. Rüetschi in Aarau gegossen wurden, die beiden kleineren 1935 für den damaligen Dachreiter, die beiden grösseren 1961, die dann zusätzlich im neuen Kirchturm Platz finden konnten.
| Glocke | Gewicht | Schlagton (HT-1/16) | Inschrift                                                                 |
| ------ | ------- | ------------------- | ------------------------------------------------------------------------- |
| 1      | 900 kg  | fis′                | «Lobe den Herrn meine Seele und was in mir ist, seinen heiligen Namen»    |
| 2      | 520 kg  | a′                  | «Siehe ich mache alles neu»                                               |
| 3      | 380 kg  | h′                  | «Denn Ihr seid alle Gottes Kinder durch den Glauben an Jesus Christus»    |
| 4      | 220 kg  | d″                  | «Einer trage des Anderen Last. So werdet Ihr das Gesetz Christi erfüllen» |

## Nachweise
1. ↑  Orgelverzeichnis Schweiz und Liechtenstein: Ref. Kirche Klingnau AG

Koordinaten: 47° 34′ 39,9″ N, 8° 15′ 30,4″ O; CH1903: 661680 / 269993